# European Film Awards 2004
La 17ª edizione della cerimonia di premiazione dei European Film Awards si è tenuta il 11 dicembre 2004 al Forum Convention Center, di Barcellona, Spagna e presentata da Juanjo Puigcorbé e Maria de Medeiros.

## Vincitori e candidati
Vengono di seguito indicati in grassetto i vincitori.
Ove ricorrente e disponibile, viene indicato il titolo in lingua italiana e quello in lingua originale tra parentesi.
Miglior film
- La sposa turca (Gegen die Wand), regia di Fatih Akın
- Les choristes - I ragazzi del coro (Les Choristes), regia di Christophe Barratier
- Un buco nel mio cuore (Ett Hål i mitt hjärta), regia di Lukas Moodysson
- La mala educación, regia di Pedro Almodóvar
- Mare dentro (Mar adentro), regia di Alejandro Amenábar
- Il segreto di Vera Drake (Vera Drake), regia di Mike Leigh

Miglior attore
- Javier Bardem - Mare dentro (Mar adentro)
- Gérard Jugnot - Les choristes - I ragazzi del coro (Les choristes)
- Daniel Brühl - The Edukators (Die Fetten Jahre sind vorbei)
- Birol Ünel - La sposa turca (Gegen die Wand)
- Bogdan Stupka - Svoi
- Bruno Ganz - La caduta - Gli ultimi giorni di Hitler (Der Untergang)

Miglior attrice
- Imelda Staunton - Il segreto di Vera Drake (Vera Drake)
- Valeria Bruni Tedeschi - CinquePerDue - Frammenti di vita amorosa (5x2 - Cinq fois deux)
- Assi Levy - Avanim
- Sibel Kekilli - La sposa turca (Gegen die Wand)
- Penélope Cruz - Non ti muovere
- Sarah Adler - Notre Musique

Miglior regista
- Alejandro Amenábar - Mare dentro (Mar adentro)
- Agnès Jaoui - Così fan tutti (Comme une image)
- Fatih Akın - La sposa turca (Gegen die Wand)
- Nimród Antal - Kontroll
- Pedro Almodóvar - La mala educación
- Theodoros Angelopoulos - La sorgente del fiume (Trilogia: To livadi pou dakryzei)

Miglior rivelazione
- Andrea Frazzi e Antonio Frazzi - Certi bambini
- Éléonore Faucher - Le ricamatrici (Brodeuses)
- Sylke Enders - Kroko
- Keren Yedaya - Or
- Arsen A. Ostojic - Ta divna Splitska noc
- Marina Razbezhkina - Vremya zhatvy

Miglior sceneggiatura
- Agnès Jaoui e Jean-Pierre Bacri - Così fan tutti (Comme une image)
- Paul Laverty - Un bacio appassionato (Ae Fond Kiss...)
- Fatih Akın - La sposa turca (Gegen die Wand)
- Pedro Almodóvar - La mala educación
- Alejandro Amenábar e Mateo Gil - Mare dentro (Mar adentro)
- Jean-Luc Godard - Notre Musique

Miglior fotografia
- Eduardo Serra - La ragazza con l'orecchino di perla (Girl with a Pearl Earring)
- Lajos Koltai - Being Julia - La diva Julia (Being Julia)
- Alwin H. Kuchler e Marcel Zyskind - Codice 46 (Code 46)
- José Luis Alcaine - La mala educación
- Javier Aguirresarobe - Mare dentro (Mar adentro)
- Andreas Sinanos - La sorgente del fiume (Trilogia: To livadi pou dakryzei)

Miglior colonna sonora
- Bruno Coulais - Les choristes - I ragazzi del coro (Les choristes)
- The Free Association - Codice 46 (Code 46)
- Alexandre Desplat - La ragazza con l'orecchino di perla (Girl with a Pearl Earring)
- Alberto Iglesias - La mala educación e Ti do i miei occhi (Te doy mis ojos)
- Eleni Karaindrou - La sorgente del fiume (Trilogia: To livadi pou dakryzei)
- Stephen Warbeck - De Zaak Alzheimer

Miglior documentario
- L'incubo di Darwin (Darwin's Nightmare), regia di Hubert Sauper
- Aileen: Life and Death of a Serial Killer, regia di Nick Broomfield e Joan Churchill
- L'ultima vittoria (The Last Victory), regia di John Appel
- Machssomim, regia di Yoav Shamir
- Il mondo secondo Bush (Le monde selon Bush), regia di William Karel
- La pelota vasca. La piel contra la piedra, regia di Julio Medem
- Die Spielwütigen, regia di Andres Veiel
- Touch the Sound, regia di Thomas Riedelsheimer

Miglior cortometraggio
- J'attendrai le suivant..., regia di Philippe Orreindy
- Les voleurs de cartes, regia di Vincent Patar e Stéphane Aubier
- 7:35 de la mañana, regia di Nacho Vigalondo
- Alt i alt, regia di Torbjørn Skårild
- Les baisers des autres, regia di Carine Tardieu
- Fender Bender, regia di Daniel Elliott
- Goodbye, regia di Steve Hudson
- Ich und das Universum, regia di Hajo Schomerus
- Love Me or Leave Me Alone, regia di Duane Hopkins
- La nariz de Cleopatra, regia di Richard Jordan
- Poveste la scara 'C', regia di Cristian Nemescu
- Un cartus de kent si un pachet de cafea, regia di Cristi Puiu

Miglior film internazionale
- 2046, regia di Wong Kar-wai
- Ferro 3 - La casa vuota (Bin-jip), regia di Kim Ki-duk
- I diari della motocicletta (Diarios de motocicleta), regia di Walter Salles
- Se mi lasci ti cancello (Eternal Sunshine of the Spotless Mind), regia di Michel Gondry
- Fahrenheit 9/11, regia di Michael Moore
- Maria Full of Grace, regia di Joshua Marston
- Protezione (Moolaadé), regia di Ousmane Sembène
- Oldboy (Oldeuboi), regia di Park Chan-wook
- La foresta dei pugnali volanti (Shi mian mai fu), regia di Zhang Yimou

Premio FIPRESCI
- La sorgente del fiume (Trilogia: To livadi pou dakryzei), regia di Theodoros Angelopoulos ( Grecia)

Premio del pubblico
Miglior attore
- Daniel Brühl - Was nützt die Liebe in Gedanken
- Birol Ünel - La sposa turca (Gegen die Wand)
- Colin Firth - La ragazza con l'orecchino di perla (Girl with a Pearl Earring)
- Thomas Kretschmann - Immortal ad vitam (Immortel (ad vitam))
- Colin Farrell - Intermission
- Ingvar Eggert Sigurðsson - Kaldaljós
- Hugh Grant - Love Actually - L'amore davvero (Love Actually)
- Fele Martínez - La mala educación
- Daniel Craig - The Mother
- Sergio Castellitto - Non ti muovere

Miglior attrice
- Penélope Cruz - Non ti muovere
- Paz Vega - Carmen
- Samantha Morton - Codice 46 (Code 46)
- Eva Green - The Dreamers - I sognatori (The Dreamers)
- Charlotte Rampling - Immortal ad vitam (Immortel (ad vitam))
- Isabelle Huppert - Ma mère
- Anne Reid - The Mother
- Fanny Ardant - Nathalie...
- Emmanuelle Béart - Nathalie...
- Laia Marull - Ti do i miei occhi (Te doy mis ojos)

Miglior regista
- Fatih Akın - La sposa turca (Gegen die Wand)
- Michael Winterbottom - Codice 46 (Code 46)
- Patrice Leconte - Confidenze troppo intime (Confidences trop intimes)
- Julie Bertucelli - Da quando Otar è partito (Depuis qu'Otar est parti...)
- Bernardo Bertolucci - The Dreamers - I sognatori (The Dreamers)
- Hilmar Oddsson - Kaldaljós
- Richard Curtis - Love Actually - L'amore davvero (Love Actually)
- Pedro Almodóvar - La mala educación
- Icíar Bollaín - Ti do i miei occhi (Te doy mis ojos)
- Theodoros Angelopoulos - La sorgente del fiume (Trilogia: To livadi pou dakryzei)

Premio alla carriera
- Carlos Saura

Miglior contributo europeo al cinema mondiale
- Liv Ullmann